# Девлетшах-хатун
Девлетшах-хатун (тур. Devletşah Hâtûn, осман. سلطان خاتون‎; ? — 1414) — жена османского султана Баязида I, дочь правителя Гермияна Сулеймана и Абиде Мутаххары-хатун.

## Происхождение
Девлетшах-хатун родилась в семье анатолийского бея Сулеймана, правителя из династии Гермияногуллары.  Женой Сулеймана Шаха и матерью Девлетшах была Абиде Мутаххара-хатун. Сакыб Мустафа Деде (1652-1735) в своем  труде "Sefine-i Mevleviyye" утверждал, что Абиде Мутаххара-хатун была дочерью султана Валада и внучкой основателя суфийского тариката Мевлеви Джалаладдина Руми. Вслед за ним то же утверждали  Али Эмири-эфенди, И. Х. Узунчаршилы, Э. Олдерсон, Ч. Улучай. Н. Сакаоглу и М. Варлик не называли мать Девлетшах, лишь ссылались на мнение Сакыба Деде и  Али Эмири-эфенди. Однако султан Валад родился в  1226 и умер в 1312 году в 86 лет, Мутаххара должна тогда была родиться не позднее 1313 года, а свадьба Девлетшах и Баязида I состоялась в 1381 году.
У Девлетшах было три брата, двое из которых, Ильяс и Хызыр, были рождены тоже Мутаххарой-хатун, а третий, унаследовавший титул правителя бейлика Якуб, другой женой Сулеймана-шаха.
Э. Олдерсон писал, что также она известна как Султан-хатун, хотя вполне вероятно, что это две разные женщины. Ашикпашазаде её называл Султан Хатун, а в некоторых источниках она фигурирует под именами Шах Султан и Девлет Хатун. По словам историка Ч. Улучая, в османских хрониках жены османских султанов часто упоминаются не под своими именами, а с прозвищами, показывающими, что они принадлежат к семье правителя: Девлет Хатун или Султан Хатун. Неизвестно, каковы их настоящие имена.

## Замужество
Подробности переговоров и свадьбы описаны Ашикпашазаде и Нешри. Брак дочери Сулейман-бея с сыном Мурада I Баязидом, по словам турецкого историка Н. Сакаоглу, «является одним из важных событий в ранней османской истории». Мурад желал расширить свои границы, а Сулейман-бей хотел защитить свою территорию от вторжений Караманидов. По словам Ашикпашазаде и Нешри, инициатива брака исходила от Сулеймана-бея. Но, по словам Н. Сакаоглу, хотя некоторые историки утверждают, что Сулейман-бей обратился к Мураду и предложил брак, инициатива исходила от Мурада. В сборнике документов и писем султанов, собранных Феридуном-беем, нишанджы дивана, содержатся два письма: предложение османского султана о браке и положительный ответ Сулеймана.
В 1378 году Сулейман-бей отправил на переговоры в османскую столицу Исхака Факиха, одного из ведущих знатоков фикха того времени, жившего в Кютахье. Среди подарков, привезённых Исхаком Факихом султану, были знаменитый атлас Гермияна, ткани Денизли и другие ценности, такие как золото и серебро. Свадьба была отпразднована в 1381 году (783 год Хиджры, дата указана у Ашикпашазаде и Нешри).  Кади Бурсы Коджа Эфенди во главе целой делегации из двух-трёх тысяч человек отправился за невестой. Среди отправившихся были жена кади Бурсы, няня Баязида — Дада-хатун, жена начальника султанской стражи Ак Сункура и несколько сотен других дам их ранга. Они прибыли в Кютахью, где Сулейман-бей встретил их, принял с почётом и всех щедро одарил. Когда пришла пора отправлять невесту из дома отца, он доверил дочь жене Ак Сункура и няне Баязида. Вести лошадь невесты Сулейман послал своего чашнигирбаши Пашаджука. Жена Пашаджука сопровождала невесту в дом жениха. Люди Баязида забрали невесту и привезли её в Бурсу. Перед отъездом посланники Баязида оставили в переданных Сулейманом городах отряды.
По словам Ашикпашазаде, на свадьбу Мурад пригласил Караманоглу Алаэддина-бея, Хамидоглу Хусейна-бея, Ментешеоглу (в 1360 году умер бей Ибрагим, бейлик был разделён между его сыновьями Мусой, Мехмедом и Ахмедом, но кого имел в виду Нешри, неясно), Саруханоглу Орхана-бея (болгарский историк М.Калицин полагала, что это был не Орхан, а его отец, Исхак-бей), Исфендияроглу Сулеймана-бея и мамлюкского султана. Нешри перечислил тех же приглашённых, но добавил к ним Айдыноглу Ису-бея и Текеоглу Мехмеда-бея. Оба хрониста описывали ценные подарки, принесённые Гази Эвреносом на свадьбу. Ашикпашазаде писал про «100 юношей и девушек, в руках рабов блестели золотые и серебряные подносы. Золотые подносы были полны серебряных изделий, а серебряные были наполнены золотыми флоринами», Нешри также называл «сто рабов и рабынь». При этом, по его словам, золотые и серебряные подносы держали лишь десять юношей и десять девушек, остальные восемьдесят держали серебряные сосуды и кувшины, полные шербета. По словам Саадеддина, свадьба была пышной, город ночью «превращался в день» множеством свечей.
После свадьбы Мурад I встретился с послом бея Хамидогуллары и сказал, что Хусейн-бей должен продать ему некоторые замки бейлика на границе с Караманом. В 1381/82 году Мурад I приехал в Кютахью и вызвал Хусейна, который тоже был обеспокоен стремлением Караманоглу Алаэддина-бея захватить бейлик Хамидидов. На встрече с султаном Хусейн договорился о продаже Мураду бывших земель Эшрефогуллары за 80 000 золотых. Примерно в то же время сестра Баязида Нефисе Мелек-хатун была выдана султаном замуж за Караманоглу Алаэддина-бея. Таким образом Мурад I закреплял свои права на Анатолию.
О жизни Девлетшах в браке данных не сохранилось. Считается, что она мать Исы Челеби и Мусы Челеби. Девлетшах умерла в Бурсе в 1414 году. По словам Ч. Улучая, её захоронение находится недалеко от Зеленой мечети.